# Wzgórze Kawowe
Der Wzgórze Kawowe (deutsch: Kaffeeberg) ist eine 115 Meter hohe Erhebung in Danzig in Polen. Er liegt auf dem Gebiet des Stadtbezirks Oliwa (Oliva) am Rande des Landschaftsparks der Dreistadt: Trójmiejski Park Krajobrazowy.
Nach 1945 wurde im nördlichen Bereich des Berges Kies abgebaut. 
400 Meter westlich des Bergs befindet sich der Haupteingang des Danziger Zoos.